# Ачилија (Рим)
Ачилија (итал. Acilia) је насеље у Италији у округу Рим, региону Лацио.
Према процени из 2011. у насељу је живело 129362 становника. Насеље се налази на надморској висини од 5 м.